# Teddy Swims
Jaten Collin Dimsdale (Conyers, Estados Unidos; 25 de septiembre de 1992), mejor conocido por su nombre artístico Teddy Swims, es un cantante y compositor estadounidense cuya música combina géneros que incluyen R&B, soul, country y pop. Su tercer EP, Tough Love (2022), se convirtió en su primera canción en solitario en ingresar al Billboard 200.
Saltó a la fama en 2023, después de que su sencillo "Lose Control", encabezara las listas musicales y alcanzara el top diez en Europa y Estados Unidos. Se considera su sencillo revelación como artista. Fue precedido por el lanzamiento de su primer álbum de estudio, I've Tried Everything but Therapy (Part 1) , que alcanzó el top 10 en Australia y Países Bajos. En 2024, fue nombrado "Artista Push de febrero" por MTV.

## Primeros años
Nació y creció en Conyers, Georgia. Su padre lo introdujo en la música soul a una edad temprana a través de artistas como Marvin Gaye, Stevie Wonder y Al Green. Su familia era fanática del fútbol americano; llevaba diez años jugando el deporte cuando, durante su segundo año en Salem High School, uno de sus profesores le sugirió a él y a algunos de sus compañeros de equipo que se inscribieran en una clase de teatro musical. El maestro también dijo que debería unirse al coro.
Descubrió su pasión por la interpretación a través de su experiencia en el teatro de la preparatoria, donde actuó en musicales como Joseph and the Amazing Technicolor Dreamcoat, así como en obras de Shakespeare. Comenzó a tocar instrumentos como el piano y el ukelele, y veía vídeos de cantantes en YouTube para ayudarle a desarrollar su técnica vocal.

## Carrera

### 2019: Comienzos
Comenzó su carrera musical uniéndose a una variedad de bandas del área de Atlanta, incluida la banda de rock alternativo WildHeart y la banda de post-hardcore Eris, así como bandas de versiones de soul y hair metal. También fue el cantante principal de la banda de rock progresivo/r&b/soul Elefvnts. A principios de 2019, su amigo, Addy Maxwell, lo invitó a rapear sobre algunos ritmos que había hecho, lo que le valió a la pareja un puesto de telonero en una gira por Estados Unidos con Tyler Carter. En esta gira comenzó a actuar bajo el nombre de Teddy Swims, en referencia a un apodo de su infancia que hacía referencia a su tamaño, y un acrónimo en Internet para "alguien que a veces no soy yo", en referencia a la idea de integrar diferentes partes de su personalidad.
En junio, publicó su primera versión en YouTube, "Rock with You" de Michael Jackson, y continuó publicando regularmente versiones adicionales de artistas de una mezcla de géneros, incluidos Lewis Capaldi, Chris Stapleton, Amy Winehouse y H.E.R. Su versión de "You're Still the One" de Shania Twain publicada en octubre se convirtió en su vídeo más visto, con 153 millones de visitas en enero de 2024. Sus videos acumularon millones de visitas rápidamente y después de lanzar un sencillo "Night Off" de forma independiente en julio, firmó un contrato discográfico con Warner Records en diciembre.

### 2020-2021:Unlearning
Lanzó su sencillo debut con un sello importante, "Picky", en enero de 2020 y se embarcó en su primera gira principal el mismo mes. Lanzó varias versiones en los meses siguientes, entre ellas "Blinding Lights" en mayo, "What's Going On" en junio (de la cual donó las regalías al Fondo Educativo y de Defensa Legal de la NAACP) y "You're Still The One". (que había publicado previamente en su YouTube) en julio. Lanzó su próximo sencillo "Broke" en agosto y lanzó una versión adicional con Thomas Rhett en octubre.
En febrero de 2021, lanzó su sencillo "My Bad", que interpretó en The Kelly Clarkson Show y fue nombrado como el "artista que necesitas conocer" por la revista Rolling Stone. En marzo lanzó su sencillo "Till I Change Your Mind", seguido de "Bed On Fire" en abril, que interpretó en The Late Show con Stephen Colbert y luego reeditado como una colaboración con Ingrid Andress. En mayo, lanzó su primer EP de siete pistas, Unlearning, seguido de una gira como telonero de Zac Brown Band ese verano.

### 2021-2022:Tough Love
En agosto de 2021, lanzó su sencillo "Simple Things", que interpretó en los programas The Late Late Show con James Corden en septiembre y Today en noviembre.
Después de lanzar su sencillo "911", lanzó su segundo EP de seis pistas Tough Love en enero de 2022. Interpretó "Love for a Minute" en Late Night with Seth Meyers en enero y "911" en The Ellen DeGeneres Show en febrero. Apoyó el EP con una gira principal de tres meses por Europa y América del Norte a partir de febrero, seguida de una segunda gira por Europa en mayo y junio. Colaboró con Meghan Trainor en "Bad For Me", lanzado el 24 de junio como sencillo principal de su álbum Takin' It Back. Swims y Trainor interpretaron la canción en Jimmy Kimmel Live! en junio y The Late Late Show con James Corden en agosto. También colaboró en sencillos con Mitchell Tenpenny, Illenium, MK y BURNS, y TELYKAST.
Después de lanzar un breve clip de presentación en mayo, lanzó una versión de Don't Stop Believin' de Journey en agosto. Interpretó la canción en America's Got Talent junto al ganador de la temporada 14, Kodi Lee, y el guitarrista fundador de Journey, Neal Schon.
En septiembre, se embarcó en una gira de siete semanas por Estados Unidos.

### 2022-presente:I've Tried Everything But Therapy (Part 1)
Después de lanzar los sencillos "Dose", "2 Moods", "Someone Who Loved You" y "Devil in a Dress", lanzó su EP Sleep Is Exhausting el 4 de noviembre de 2022. Apareció por primera vez en el Billboard Hot 100 en junio de 2023 con el lanzamiento de su sencillo "Lose Control". El sencillo es de su álbum debut de 2023, I've Tried Everything but Therapy (Part 1).
En 2023, colaboró con Armin van Buuren & Matoma, X Ambassadors, Meghan Trainor y Elley Duhé. En marzo, anunció su gira internacional I've Tried Everything But Therapy, que incluye conciertos en Reino Unido, Irlanda, Australia, Alemania, Países Bajos y Nueva Zelanda en julio y agosto. También actuó en los festivales de música BottleRock, Bamboozle, Boston Calling, TRNSMT y Latitude el mismo año. También abrió para la banda de rock Greta Van Fleet en la gira de promoción de su nuevo álbum Starcatcher.
El 6 de diciembre de 2023, actuó en el Avicii Arena para el concierto Together For a Better Day.

## Discografía

### Álbumes de estudio
| Título                                     | Detalles                                                                                             | Posiciones más altas | Posiciones más altas | Posiciones más altas | Posiciones más altas | Posiciones más altas | Posiciones más altas |
| Título                                     | Detalles                                                                                             | USA                  | AUS                  | CAN                  | NLD                  | NZL                  | UK                   |
| ------------------------------------------ | --- | -------------------- | -------------------- | -------------------- | -------------------- | -------------------- | -------------------- |
| I've Tried Everything but Therapy (Part 1) | - Publicado: 15 de septiembre de 2023 - Etiqueta: Warner - Formatos: CD, descarga digital, streaming | 43                   | 4                    | 26                   | 3                    | 20                   | 21                   |
| I've Tried Everything but Therapy (Part 2) | - Publicado: 24 de enero de 2025 - Etiqueta: Warner - Formatos: CD, descarga digital, streaming      |                      | 1                    |                      | 3                    | 4                    | 2                    |

### Extended Plays
| Título                 | Detalles                                                                                                  | Posiciones más altas | Posiciones más altas |
| Título                 | Detalles                                                                                                  | USA                  | UK                   |
| ---------------------- | --- | -------------------- | -------------------- |
| Unlearning             | - Publicado: 21 de mayo de 2021 - Etiqueta: Warner - Formatos: CD, descarga digital, streaming            | —                    | 41                   |
| A Very Teddy Christmas | - Publicado: 15 de octubre de 2021 - Etiqueta: Warner - Formatos: CD, vinilo, descarga digital, streaming | —                    | —                    |
| Tough Love             | - Publicado: 21 de enero de 2022 - Etiqueta: Warner - Formatos: CD, descarga digital, streaming           | 200                  | 20                   |
| Sleep Is Exhausting    | - Publicado: 4 de noviembre de 2022 - Etiqueta: Warner - Formatos: CD, descarga digital, streaming        | —                    | 31                   |

### Sencillos

#### Como artista principal
| Título                                           | Año  | Posiciones más altas | Posiciones más altas | Posiciones más altas | Posiciones más altas | Posiciones más altas | Posiciones más altas | Posiciones más altas | Posiciones más altas | Álbum                                      |
| Título                                           | Año  | US                   | US Adult             | AUS                  | CAN                  | NLD                  | NZL                  | UK                   | Global               | Álbum                                      |
| ------------------------------------------------ | ---- | -------------------- | -------------------- | -------------------- | -------------------- | -------------------- | -------------------- | -------------------- | -------------------- | ------------------------------------------ |
| "Someone You Loved"                              | 2019 | —                    | —                    | —                    | —                    | —                    | —                    | —                    | —                    | Sencillo sin álbum                         |
| "Rivers"                                         | 2019 | —                    | —                    | —                    | —                    | —                    | —                    | —                    | —                    | Sencillo sin álbum                         |
| "Night Off"                                      | 2019 | —                    | —                    | —                    | —                    | —                    | —                    | —                    | —                    | Sencillo sin álbum                         |
| "I Can't Make You Love Me"                       | 2019 | —                    | —                    | —                    | —                    | —                    | —                    | —                    | —                    | Sencillo sin álbum                         |
| "Picky"                                          | 2020 | —                    | —                    | —                    | —                    | —                    | —                    | —                    | —                    | Sencillo sin álbum                         |
| "Blinding Lights"                                | 2020 | —                    | —                    | —                    | —                    | —                    | —                    | —                    | —                    | Sencillo sin álbum                         |
| "What's Going On"                                | 2020 | —                    | —                    | —                    | —                    | —                    | —                    | —                    | —                    | Sencillo sin álbum                         |
| "You're Still the One"                           | 2020 | —                    | —                    | —                    | —                    | —                    | —                    | —                    | —                    | Sencillo sin álbum                         |
| "Broke"                                          | 2020 | —                    | —                    | —                    | —                    | —                    | —                    | —                    | —                    | Unlearning                                 |
| "Please Come Home for Christmas"                 | 2020 | —                    | —                    | —                    | —                    | —                    | —                    | —                    | —                    | A Very Teddy Christmas                     |
| "Silent Night"                                   | 2020 | —                    | —                    | —                    | —                    | —                    | —                    | —                    | —                    | A Very Teddy Christmas                     |
| "My Bad"                                         | 2021 | —                    | —                    | —                    | —                    | —                    | —                    | —                    | —                    | Sencillo sin álbum                         |
| "Till I Change Your Mind"                        | 2021 | —                    | —                    | —                    | —                    | —                    | —                    | —                    | —                    | Unlearning                                 |
| "Bed on Fire"                                    | 2021 | —                    | —                    | —                    | —                    | —                    | —                    | —                    | —                    | Unlearning                                 |
| "Simple Things"                                  | 2021 | —                    | —                    | —                    | —                    | —                    | —                    | —                    | —                    | Tough Love                                 |
| "Please Turn Green"                              | 2021 | —                    | —                    | —                    | —                    | —                    | —                    | —                    | —                    | Tough Love                                 |
| "911"                                            | 2022 | —                    | —                    | —                    | —                    | —                    | —                    | —                    | —                    | Tough Love                                 |
| "Amazing" (strings version)                      | 2022 | —                    | —                    | —                    | —                    | —                    | —                    | —                    | —                    | Sencillo sin álbum                         |
| "Loveless" (con Telykast)                        | 2022 | —                    | —                    | —                    | —                    | —                    | —                    | —                    | —                    | Sencillo sin álbum                         |
| "Dose"                                           | 2022 | —                    | —                    | —                    | —                    | —                    | —                    | —                    | —                    | Sleep Is Exhausting                        |
| "2 Moods"                                        | 2022 | —                    | —                    | —                    | —                    | —                    | —                    | —                    | —                    | Sleep Is Exhausting                        |
| "All That Really Matters" (con Illenium)         | 2022 | —                    | —                    | —                    | —                    | —                    | —                    | —                    | —                    | Illenium                                   |
| "Don't Stop Believin'"                           | 2022 | —                    | —                    | —                    | —                    | —                    | —                    | —                    | —                    | Sencillo sin álbum                         |
| "Someone Who Loved You"                          | 2022 | —                    | —                    | —                    | —                    | —                    | —                    | —                    | —                    | Sleep Is Exhausting                        |
| "Devil in a Dress"                               | 2022 | —                    | —                    | —                    | —                    | —                    | —                    | —                    | —                    | Sleep Is Exhausting                        |
| "What More Can I Say"                            | 2023 | —                    | —                    | —                    | —                    | —                    | —                    | —                    | —                    | I've Tried Everything but Therapy (Part 1) |
| "Lose Control"                                   | 2023 | 2                    | 8                    | 7                    | 3                    | 3                    | 4                    | 3                    | 4                    | I've Tried Everything but Therapy (Part 1) |
| "Some Things I'll Never Know"                    | 2023 | —                    | —                    | —                    | —                    | —                    | —                    | —                    | —                    | Sencillo sin álbum                         |
| "The Door"                                       | 2023 | —                    | —                    | —                    | —                    | 32                   | —                    | —                    | —                    | I've Tried Everything but Therapy (Part 1) |
| "—" muestra que la canción no entró a tal lista. |      |                      |                      |                      |                      |                      |                      |                      |                      |                                            |

#### Como artista invitado
| Título                                                        | Año  | Álbum              |
| ------------------------------------------------------------- | ---- | ------------------ |
| "Elephant in the Room" (de Mitchell Tenpenny con Teddy Swims) | 2022 | This Is the Heavy  |
| "Free Them" (de One Ok Rock con Teddy Swims)                  | 2022 | Luxury Disease     |
| "Bad for Me" (de Meghan Trainor con Teddy Swims)              | 2022 | Takin' It Back     |
| "Better" de (MK & Burns con Teddy Swims)                      | 2022 | Sencillo sin álbum |
| "New Religion" (de All Time Low con Teddy Swims)              | 2023 | Tell Me I'm Alive  |
| "Easy to Love" (con Armin van Buuren y Matoma)                | 2023 | Feel Again         |
| "Face Myself" (con Elley Duhé)                                | 2023 | Sencillo sin álbum |
| "Happy People" (de X Ambassadors con Teddy Swims y Jac Ross)  | 2023 | Sencillo sin álbum |

### Otras canciones enlistadas
| Título                        | Año  | Posiciones más altas | Álbum                                      |
| Título                        | Año  | NZL                  | Álbum                                      |
| ----------------------------- | ---- | -------------------- | ------------------------------------------ |
| "Some Things I'll Never Know" | 2023 | 21                   | I've Tried Everything but Therapy (Part 1) |

## Giras

### Como titular
- I've Tried Everything But Therapy  (2023-2024)[48][49]
- Summer International Tour (2023)[50]
- Tough Love World Tour (2022)[51]
- US Fall Tour (2022)[52]

### Como telonero
- Greta Van Fleet's Starcatcher Tour (2023)[53]
- Zac Brown (2021)[14]